# Santa Eugènia de Saldet
Santa Eugènia de Saldet és una església de Ventalló (Alt Empordà) protegida com a bé cultural d'interès local. Està situada dins del petit nucli de Saldet, a l'extrem nord-est del municipi de Ventalló al qual pertany, tot i que força és proper a la població de l'Armentera. El temple està situat al bell mig del reduït nucli, a la plaça de Santa Eugènia.

## Descripció

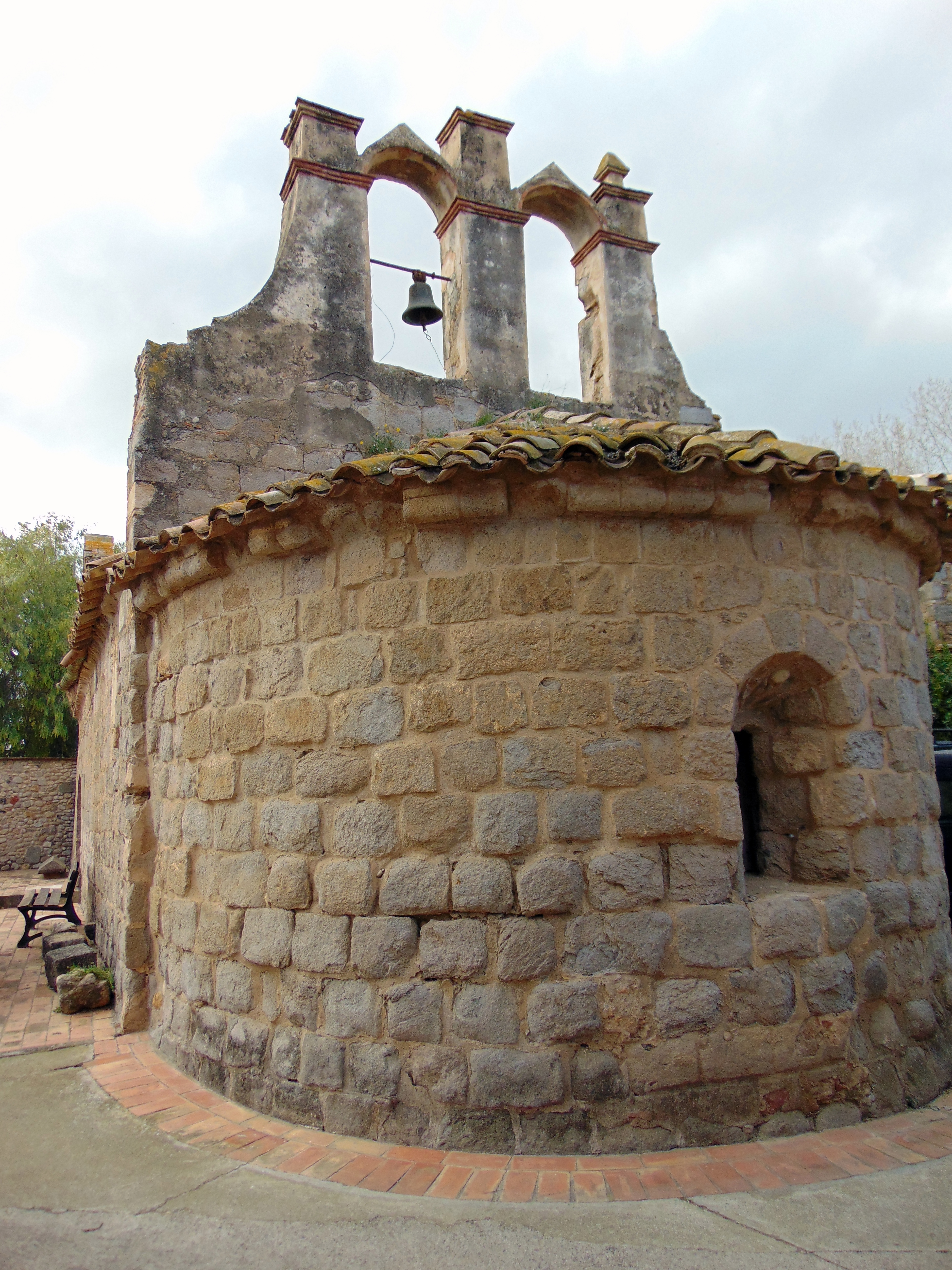

És una església d'una sola nau amb absis semicircular, orientat a llevant. La nau és coberta amb volta de canó seguida, amb un tram pròxim a la capçalera corresponent a alguna reforma, doncs és lleugerament apuntat. En el punt d'unió d'aquests dos sectors hi ha un arc toral apuntat. L'absis és cobert amb una volta ametllada, amb l'arc triomfal lleugerament apuntat. El sòl interior de l'edifici és molt més baix que el nivell de circulació exterior, fet que obliga a accedir-hi baixant quatre graons que condueixen a la porta d'entrada. L'accés principal al temple està ubicat a la façana sud. Es tracta d'una portalada romànica formada per dos arcs de mig punt en gradació, llinda i timpà llis. La façana original de l'edifici, orientada a ponent, fou transformada a mitjans del segle xix. Actualment, tant aquest parament com el de la banda nord, es troben adossats a altres construccions. L'absis presenta una finestra d'arc de mig punt de doble esqueixada. Al costat del portal d'accés s'alça un campanar de cadireta d'un arc de mig punt bastit amb maons, i a l'altre extrem de l'edifici, entre la nau i l'absis, n'hi ha un altre, aquest últim de dos arcs.
La construcció original està bastida amb carreus de pedra ben escairats. En algunes parts, corresponents a intervencions posteriors, s'ha utilitzat el pedruscall i el maó.

## Història
Les característiques estructurals de l'església de Santa Eugènia permeten situar-ne la construcció entre les segles xi i xii. El segle xix, en allargar-se la nau per l'oest, es va perdre els frontis original de l'edifici. De la mateixa època és el campanar de cadireta situat a l'esquerra de la porta d'accés. Cal destacar que l'església conserva en el seu interior una pica baptismal del segle xvi.
Fins al 1936 conservà un retaule d'altar i sis taules de pintura representant els misteris del Rosari, procedents del convent dels servites de Santa Maria de Gràcia d'Empúries, que va ser traslladats a Saldet després de l'exclaustració de 1835. Diversos autors, han confós aquesta església amb la de Sant Sadurní de Saldet, anomenada així en la documentació medieval, que cal identificar amb la de Sant Sadurní de l'Heura, al Baix Empordà, on hi havia, també, el castrum de Salzeto, un altre motiu de confusions.